# Amt Warnow-Ost

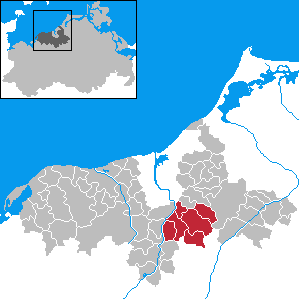
Lage des Amtes im Landkreis Bad Doberan

Im Amt Warnow-Ost mit Sitz in der Gemeinde Dummerstorf wurden am 9. März 1991 sechs Gemeinden zur Erledigung ihrer Verwaltungsgeschäfte zusammengeschlossen. Bis 1996 lag der Amtssitz in Kavelstorf. Das Amt Warnow-Ost im ehemaligen Landkreis Bad Doberan in Mecklenburg-Vorpommern (Deutschland) grenzte im Norden an die Hansestadt Rostock, im Süden an den Landkreis Güstrow. Die westliche Grenze des Amtes bildete die Warnow als Namensgeberin.
Am 7. Juni 2009 wurde das 119,89 km² große und 7.333 Einwohner (31. Dezember 2007) zählende Amt aufgelöst und die Gemeinden Damm, Kavelstorf, Kessin, Lieblingshof und Prisannewitz nach Dummerstorf eingegliedert. Letzter Amtsvorsteher war Dieter Naht.